# Кафедра комп'ютерної інженерії при РФФ КНУ імені Тараса Шевченка
Кафедра комп’ютерної інженерії – заснована 1952 р. при Факультеті радіофізики, електроніки та комп'ютерних систем Київського національного університету ім.Тараса Шевченка.

## Історія кафедри
В січні 1952 року на фізичному факультеті під керівництвом акад. АН УРСР, проф. Лашкарьова В.Є. була створена перша в Радянському Союзі кафедра фізики напівпровідників. В 1954 році кафедра увійшла до складу радіофізичного факультету. З 1957 по 1960 рр. завідувачем кафедри був професор Ляшенко В.І., з 1960 по 1975р.р. – професор Карханін Ю.І., з 1975 по 1996р.р. – професор Стріха В.І. У 1996 році кафедра фізики напівпровідників була об’єднана з кафедрою радіоелектроніки і отримала назву напівпровідникової електроніки. Очолив кафедру заслужений діяч науки і техніки України, Академік Академії Педагогічних Наук України, проф. Третяк О.В.. З 2006 року кафедру очолює доцент Бойко Ю.В. У 2010 році кафедра отримала назву комп’ютерної інженерії.
В різні роки на кафедрі працювали професори, лауреати Державної премії України акад. НАНУ, проф. В.Є. Лашкарьов, акад. АПН, проф. Третяк О.В., член-корр. НАНУ, проф. Литовченко В.Г., Шейнкман М.К., професори Григорук В.І., Добровольський В.М., Ляшенко В.І., Пека Г.П., Стріха В.І., Шека Д.І., Холодар Г.А., лауреат премії Ради Міністрів СРСР у галузі науки і техніки проф. Погорілий С.Д., професори Анісімов І.О., Бродовий В.А., Воробйов Ю.В., Жаркіх Ю.С., Ільченко В.В., Карханін Ю.І., Король А.М., Лашкарьов Є.В., Левитський С.М., Лозовський В.З., Львов В.А., Первак Ю.О., Скришевський В.А., Чайка Г.Є., доктори наук Бузаньова Є.В., Кузнецов Г.В., а також, лауреати Державної премії України кандидати наук Воскобойніков А.М., Павлюк С.П. 
Від заснування кафедра проводила підготовку студентів за спеціалізацією “фізика напівпровідників”. В 1981 р., враховуючи вимоги часу, спеціалізація була змінена на “напівпровідникова електроніка”, а в 1985 р. на “твердотільна електроніка”. На кафедрі створена всесвітньо відома школа з фізики напівпровідників під керівництвом акад.АПН, проф. Третяка О.В. Серед основних наукових напрямків школи можна відзначити теоретичні та експериментальні дослідження контактів метал-напівпровідник, варізонних напівпровідників, напівпровідників у сильних електричних полях, сонячних елементів, фізики надійності напівпровідникових приладів та елементів інтегральних схем, наноструктурованих напівпровідників, хімічних та біологічних сенсорів, органічних напівпровідників та приладів на їх основі, напівпровідникової спінтроніки, фізики ближнього поля, квантово-розмірних ефектів, розробка методів дослідження напівпровідників та гетероструктур тощо. 
У 1991 році на кафедрі було організовано другу спеціалізацію “Автоматизація наукових досліджень”. Вперше в Україні на кафедрі започатковано цикл робіт, спрямованих на інтенсивне впровадження сучасних комп'ютерних та мережевих технологій для автоматизації фізичного експерименту. З 2008 року на базі цієї спеціалізації кафедри розпочалася підготовка фахівців за напрямом комп’ютерна інженерія. 
На сьогодні на кафедрі працює 3 професори, доктори наук Погорілий С.Д, Львов В.А., Первак Ю.О. 6 кандидатів наук – доценти Бойко Ю.В, Барабанов О.В., асистенти Коновалов А.М., Баужа О.С., Мар’яновський В.А., Загороднюк С.П. та два асистенти без ступеня – Грязнов Д.Б. та Синюк Р.Д.

## Підготовка фахівців

### Лекційні курси
Кафедрою читаються ряд лекційних курсів для студентів напрямів підготовки “прикладна фізика” і “комп’ютерна інженерія” та студентів спеціальності “радіофізика і електроніка”.
Прикладна теорія цифрових автоматів.
Комп'ютерна схемотехніка.
Периферійні пристрої.
Системне програмування.
Системне програмне забезпечення.
Автоматизація проектування комп'ютерних систем.
Комп'ютерні мережі.
Паралельні та розподільні обчислення.
Організація баз даних.
Нанофізика.
Вища математика.
Диференціальні рівняння.
Напівпровідникова електроніка.
Оптоелектроніка.
Прикладна теорія цифрових автоматів.
Пакети прикладних програм.
Основи апаратного та програмного забезпечення ЕОМ.
Цифрова обробка сигналів.
Автоматизація наукових досліджень.
Системи символьної математики.
Цифрова обробка сигналів.
Програмне конструювання.
Дискретна математика.
Мови об’єктно-орієнтованого програмування.

### Цикли лабораторних робіт
Під час навчання на кафедрі студенти виконують декілька циклів лабораторних робіт, найбільш важливі з них такі:
•	Основи напівпровідникової електроніки,
•	Програмне конструювання,
•	Системи автоматизованого проектування,
•	Автоматизація наукових досліджень,
•	Системи символьної математики,
•	Апаратне та програмне забезпечення ЕОМ,
•	Технологія напівпровідникових матеріалів,
•	Фізика напівпровідників.
Співпраця з провідними компаніями у галузі інформаційних технологій
Студенти кафедри відвідують заняття мережевої академії CISCO (курси “Основи інформаційних технологій: апаратне та програмне забезпечення ПК” та “Cisco Certified Network Associate, сертифікований фахівець з комп'ютерних мереж”).
Подібні спільні проекти кафедра розвиває і з іншими провідними компаніями у галузі інформаційних технологій. Зокрема, у 2012 році підписано договір про відкриття спільного навчального проекту з компанією “Huawei”.
Проведення навчально-виховної роботи викладачі і співробітники кафедри успішно поєднували з науковою роботою, яка пов’язана з дослідженням актуальних матеріалів сучасної електроніки, розробкою та створенням методик дослідження їх властивостей, а також розробкою приладів на основі цих матеріалів.

## Основні наукові результати
Вперше проведено кількісний квантово-механічний розрахунок основних характеристик спін-залежної рекомбінації в напівпровідниках в усьому діапазоні зовнішніх магнітних полів і досягнуто збіжності теоретичних та експериментальних результатів. Також показано, що рекомбінацію через синглетні та триплетні стани слід розглядати як граничні випадки загального фізичного процесу. Досліджено на великій кількості напівпровідників та напівпровідникових структур ефект спін-залежної рекомбінації, що є основою методики електричного детектування електронного парамагнітного резонансу, як у великих, так і малих магнітних полях (Третяк О.В., Барабанов О.В., Львов В.А.). На кафедрі створено унікальний РСГР спектрометр. Детально розроблено математичну модель, що дозволяє коректно інтерпретувати РСГР результати у випадку складного та неперервного спектра (Бойко Ю.В., Грязнов Д.Б.).
Група проф. Львова В.В. виконує теоретичні дослідження в галузі фазових переходів, термодинаміки мартенситних сплавів, фізики спін-залежних явищ у напівпровідниках. Ключовий результат - побудовано класи магнітної симетрії доменних стінок у магнітних кристалах та побудовано феноменологічну теорію магнітних, надпружних та магнітопружних властивостей мартенситних сплавів.
Під керівництвом проф. Погорілого С.Д. здійснюється цикл досліджень, пов’язаних із формалізацією та оптимізацією алгоритмів маршрутизації мережевих протоколів з використанням математичного апарату систем алгоритмічних алгебр Глушкова В.М. Дослідження проводяться за трьома напрямами:
1.	Запис алгоритмів з використанням сигнатур алгоритмічних алгебр з метою їх подальшої трансформації;
2.	Створення інструментальних засобів моделювання, які дозволяють обчислити певні метрики алгоритмів за їх схемами;
3.	Розробка інструментальних програмних засобів автоматизованого синтезу програм за схемами їх алгоритмів у візуальних середовищах програмування (Delphi, Borland C++ Builder, UNIX-платформи).
За допомогою математичного апарату систем алгоритмічних алгебр виконано формалізацію найбільш поширених алгоритмів маршрутизації в Internet/Intranet – мережах. Створено інструментальні засоби моделювання та оцінки цих алгоритмів. 
З 2007 року кафедра бере участь у дослідженнях пов’язаних з виконанням науково-технічних програми впровадження і застосування грід-технологій.

## Монографії, видані співробітниками кафедри
Наукові дослідження проведені на кафедрі узагальнені в більш ніж 30 монографіях та підручниках:
1. О.В. Третяк, Ю.В.Бойко. Засоби та системи автоматизації наукових досліджень. Підручник серії Автоматизація наукових досліджень за редакцією академіка АПН України Третяка О.В. // ВПЦ Київський університет, 2007, 319c. 
2. Погорілий С.Д. Програмне конструювання. Підручник серії Автоматизація наукових досліджень за редакцією академіка АПН України Третяка О.В. // ВПЦ Київський університет., 2-ге видання, 2007, 438 с.
3. Погорілий С.Д., Калита Д.М. Комп’ютерні мережі. Апаратні засоби та протоколи передачі даних. Підручник серії Автоматизація наукових досліджень за редакцією академіка АПН України Третяка О.В. // ВПЦ Київський університет., 2-ге видання, 2007, 455 с.
4. Третяк О.В., Львов В.А., Барабанов О.В., Фізичні основи спінової електроніки, ВПЦ , Київський університет, Київ, 2002
5. Барабанов О.В. Системи автоматизованого проектування в радіоелектроніці. - Підручник серії Автоматизація наукових досліджень за редакцією академіка АПН України Третяка О.В. // ВПЦ "Київський університет". 2005 р, с. 137.